# Hugo von Fosses

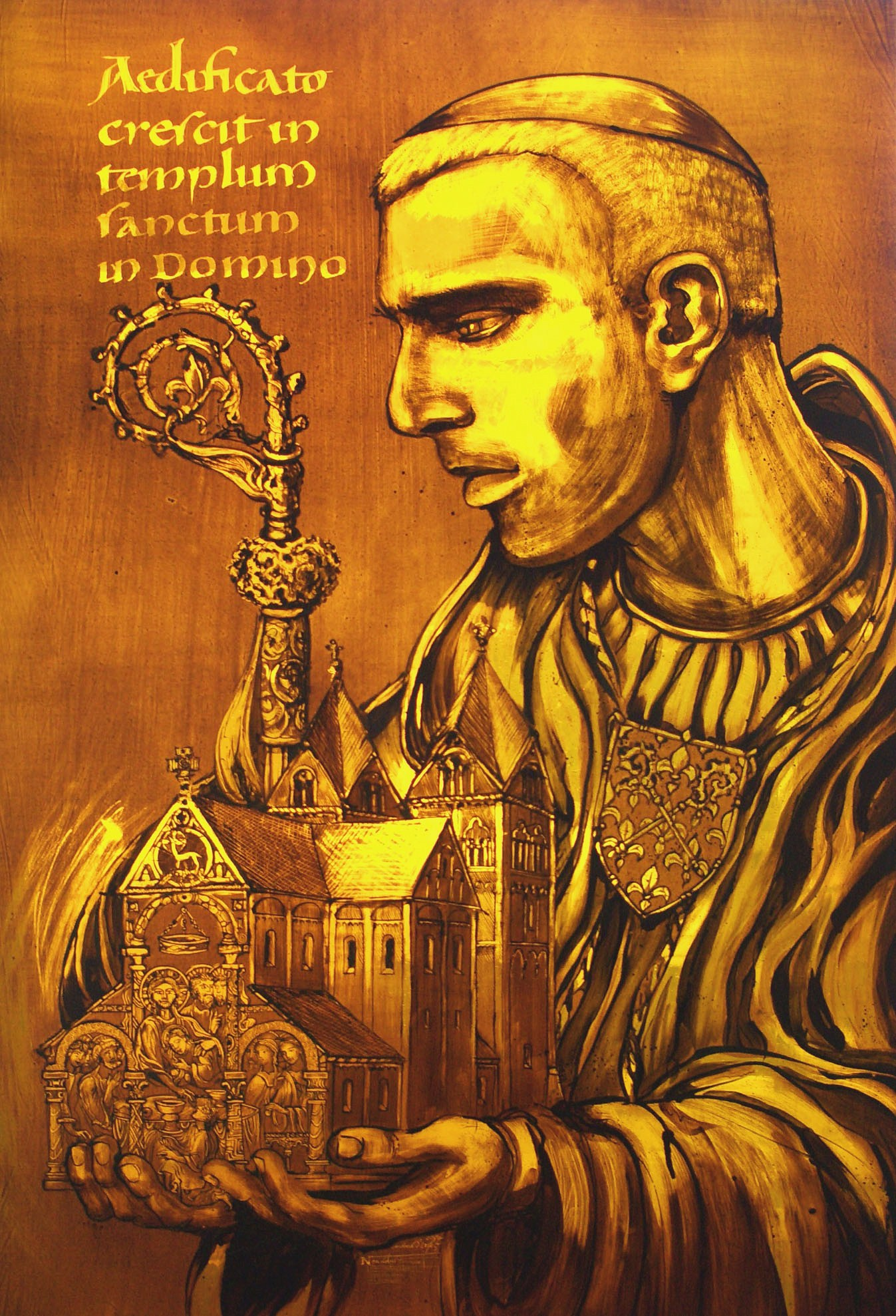
Abt Hugo de Fosses (Glasmalerei von Andreas Armin d´Orfey, Curia Generalizia dei Premostratensi, Rom)

Hugo von Fosses (französisch Hugues de Fosses; * um 1093 in Fosses-la-Ville; † 10. Februar 1164 in Prémontré) war Nachfolger von Norbert von Xanten als Abt der Abtei Prémontré, des Mutterklosters der Prämonstratenser.

## Vita
Hugo wurde vermutlich in Fosses erzogen und war Kaplan des Bischofs Burchard von Cambrai (1115–1131). Ludwig VI. wollte ihn zum Bischof von Chartres machen, was er aber ablehnte. Im Jahr 1119 schloss er sich Norbert an und wurde sechs Jahre später Abt, 1134 auch Generalabt des Ordens. Hugo verfasste die ersten Statuten und das erste Zeremonienbuch mit den liturgischen Vorschriften des Ordens und gab eine Biografie Norberts in Auftrag. Er erwies sich als guter Organisator; zu seinen Lebzeiten wurden 120 Klöster gegründet. Im Jahr 1161 dankte er als Abt von Prémontré ab.
Nach seinem Tod wurde er zunächst in der Abteikirche begraben, nach deren Zerstörung wurden die Gebeine in die Kathedrale von Laon übertragen. Durch die Einwirkungen des Ersten Weltkriegs kamen seine Gebeine nach mehreren Zwischenstationen in das Kloster Bois-Seigneur-Isaac in Belgien. Heute liegen sie in San Norberto in Rom (Generalat des Prämonstratenser-Ordens).

## Verehrung
Seine Verehrung als Heiliger wurde am 13. Juli 1927 durch Papst Pius XI. anerkannt.

## Darstellung
Mittelalterliche Darstellungen sind unbekannt. Neuzeitliche Bildnisse zeigen ihn mit Kirchenmodell, Abtsstab oder Kelch.